# ジョナサン・マーティン
ジョナサン・マーティン（Jonathan Martin 1989年8月19日- ）はペンシルベニア州ピッツバーグ出身のアメリカンフットボール選手。ポジションはタックル。

## 経歴
ハーバード大学出身の両親の間に生まれた。父親は学者に母親は米国トヨタの法務部門の幹部となった。
スタンフォード大学に入学した彼は、1年次の2009年、左タックルとして11試合の先発を含む13試合に出場、パシフィック・テン・カンファレンスのセカンドチーム及びフレッシュマンオールアメリカンに選ばれた。
2年次の2010年には、パシフィック・テン・カンファレンスのファーストチームに選ばれた。また、Scout.com よりオールアメリカンのファーストチームに選ばれた。
2011年、パシフィック12カンファレンスのファーストチームに選ばれている。
2012年1月3日、最終学年でのプレーはせず、NFLドラフトにアーリーエントリーすることを表明した。アンドリュー・ラックのブラインドサイドを守った彼は、ドラフトを前に彼はマット・カリル、ライリー・リーフに次ぐ3番目のタックルと目された。
2012年のNFLドラフト2巡全体42位でマイアミ・ドルフィンズに指名された。彼の獲得後、ドルフィンズが2008年のドラフト全体1位で獲得し、4年連続でプロボウルに選ばれているジェイク・ロングの放出報道の憶測も流れた。11月2日、第8週でのチッピングの反則に対して1万ドルの罰金を科された。この年全16試合に先発出場を果たした。
2013年10月、チームメートのリッチー・インコグニートから人種差別的中傷のボイスメールを受けるなど、嫌がらせを受けたことから、心の病となり、チームを離脱した。なおインコグニートは、無期限の出場停止処分を受けた。12月16日、ドルフィンズは、そのシーズン、インコグニートが復帰しないことを明らかにした。
2014年2月14日、独立した調査機関による144ページに及ぶ調査報告書が公表された。報告書によると、インコグニートの他にジョン・ジェリー、マイク・パウンシーからマーティンやアシスタントトレーナーがパワーハラスメントを受けていたと指摘がされている。3月11日、サンフランシスコ・フォーティナイナーズにトレードされることが発表された。マーティンが開幕ロースターに残った場合、2015年のNFLドラフト7巡指名権をドルフィンズが得るという内容である。アンソニー・デービスの負傷もあり、マーティンは開幕戦から右タックルで先発出場した。この年、右タックルとして9試合に先発出場するなど、15試合に出場した。2015年3月26日、ウェイバーされた。3月27日、カロライナ・パンサーズがクレームし獲得した。同年7月27日、背中のケガが原因で2015年シーズンプレーできなくなったことから、現役を引退した。